# Bizmut-tribromid
A bizmut-tribromid szervetlen vegyület, képlete BiBr3. Elő lehet állítani bizmut-oxid és hidrogén-bromid reakciójával, vagy bizmut direkt oxidációjával brómban.

## Fordítás
Ez a szócikk részben vagy egészben  a   Bismuth tribromide című angol Wikipédia-szócikk ezen változatának fordításán alapul.  Az eredeti cikk szerkesztőit annak laptörténete sorolja fel. Ez a jelzés csupán a megfogalmazás eredetét és a szerzői jogokat jelzi, nem szolgál a cikkben szereplő információk forrásmegjelöléseként.